# Linha (heráldica)
A linha de partição na heráldica, são atributos usados para dividir e variar os campos do escudo. As linhas são por padrão retas, mas podem ter muitas formas diferentes. Às vezes, cuidados devem ser tomados para distinguir esses tipos de linhas a partir da utilização dessas com cargas heráldicas incomuns e não-tradicionais.

## Exemplos de variações de linhas
| Ameiado        | Uma linha semelhante a ameias de um castelo. Também chamado de crenelado.                                                                                           |
| Bastilhado     | Uma linha semelhante ao ameiado na parte inferior da peça. |
| Bretesado      | Linha utilizada em peças que têm os bordos opostos formados por ameias, de forma que as saliências de um lado se oponham às do outro. Também chamada de bretessada. |
| Canelado       | Uma linha de curvas com as curvas no exterior e os pontos no interior, o contrario de espigalhado.                                                                  |
| Cauda de Pomba | Linha utilizada em peças cuja linha de limite é quebrada, formando ângulos ângulos agudos e obtusos, lembrando uma cauda de pomba.                                  |
| Cruzetada      | Utilizado quando a linha de limite da peça toma a forma de cruzes pequenas.                                                                                         |
| Dentelado      | Uma linha ziguezague, semelhante aos dentes de uma serra. Também se pode referir que a peça é endentada.                                                            |
| Desramificado  | Mais semelhante a ameiado, mas com as « ameias » inclinadas, como ramas cortadas de um árvore.                                                                      |
| Espigalhado    | Uma linha de curvas com as curvas no interior e os pontos no exterior, o contrario de canelado.                                                                     |
| Nublado        | Mais semelhante a ondeado, mas com as ondas afinando a um ponto. |
| Ondeado        | Uma linha de curvas, semelhante nas ondas da mar. |
| Vivrée         | Mais semelhante a dentelado, mas com dentes anormalmente grandes.                                                                                                   |